# Kościół św. Anny w Pleszczenicach
Kościół św. Anny w Pleszczenicach – kościół parafialny w Pleszczenicach na Białorusi.

## Historia
Początkowo parafianie modlili się w prywatnym domu, w 2012 roku została poświęcona kaplica.
Dzięki wsparciu władz opuszczony budynek dawnej stajni Tyszkiewiczów został przekazany parafii.
27 lipca 2019 roku kościół został konsekrowany. Konsekracji dokonał podczas uroczystej liturgii arcybiskup Tadeusz Kondrusiewicz, metropolita mińsko-mohylewski.